# Tateyama
Tateyama (館山市; -shi) é uma cidade japonesa localizada na província de Chiba, na extremidade sul da Península de Boso.
Em 2003 a cidade tinha uma população estimada em 50 696 habitantes e uma densidade populacional de 460,04 h/km². Tem uma área total de 110,20 km².
Recebeu o estatuto de cidade a 3 de Novembro de 1939.

## Cidades-irmãs
- Bellingham, EUA
- Port Stephens Council, Austrália